# Ruiny kościoła św. Jadwigi w Ziemięcicach
Ruiny kościoła św. Jadwigi w Ziemięcicach – zabytkowe ruiny kościoła św. Jadwigi znajdujące się w Ziemięcicach na wzgórzu koło nowego kościoła św. Jadwigi.

## Historia
Budowę kościoła rozpoczęto od prezbiterium w XVI w., w latach 1688–1697 dostawiono nawę (murowaną, w miejsce drewnianej ) i wieżę. W pierwszej ćwierci XVIII zbudowano nowe sklepienie . Był restaurowany w 1900 roku. W 1911 roku, najprawdopodobniej pod ciężarem dobudowanej kilka lat wcześniej sygnaturki, runął strop kościoła. Remont świątyni uznano za bezcelowy, postanowiono pozostawić jednak jej pozostałości. W 1927 roku, wraz z oddaniem do użytku nowego kościoła – również pod wezwaniem św. Jadwigi – kościół ostatecznie został opuszczony i od tego czasu popada w ruinę .
Był gotycko-barokowy, orientowany, murowany, jednonawowy z kaplicą od południa i wieżą od zachodu. W prezbiterium, od zewnątrz oskarpowanym, zachowały się fragmenty sklepienia kolebkowego z lunetami .
Od lat na szczycie ruin znajduje się gniazdo bocianie .

## Galeria

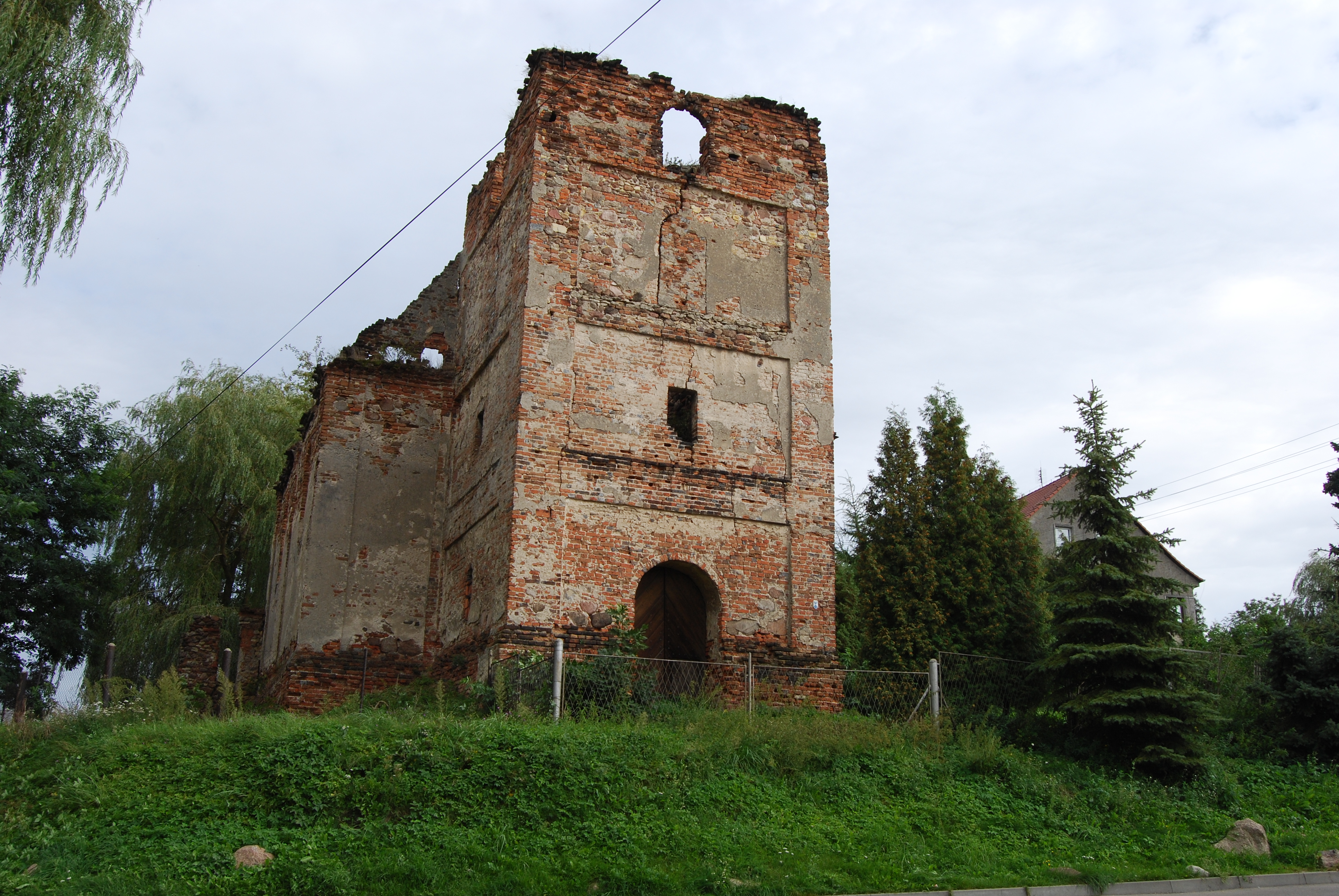
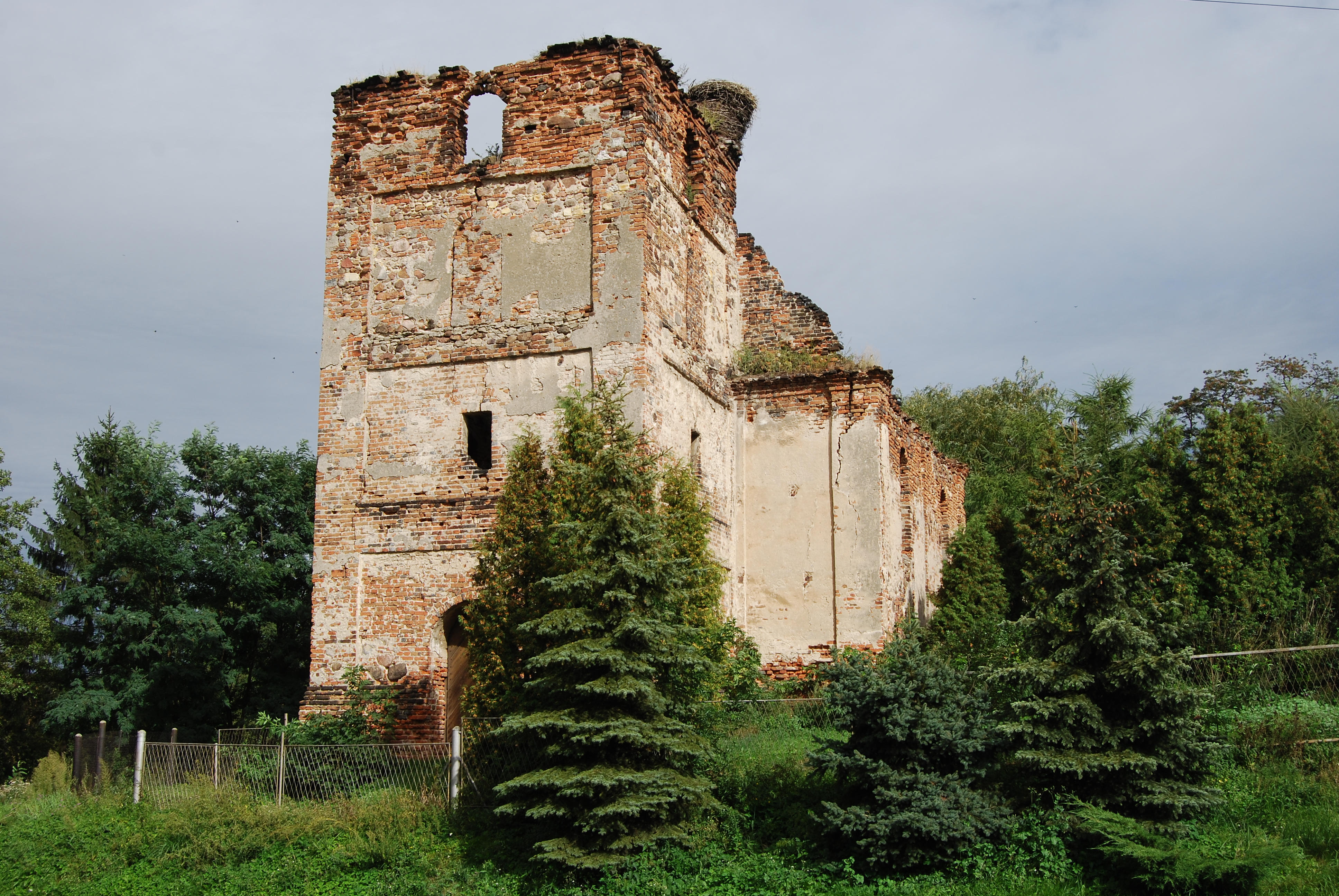
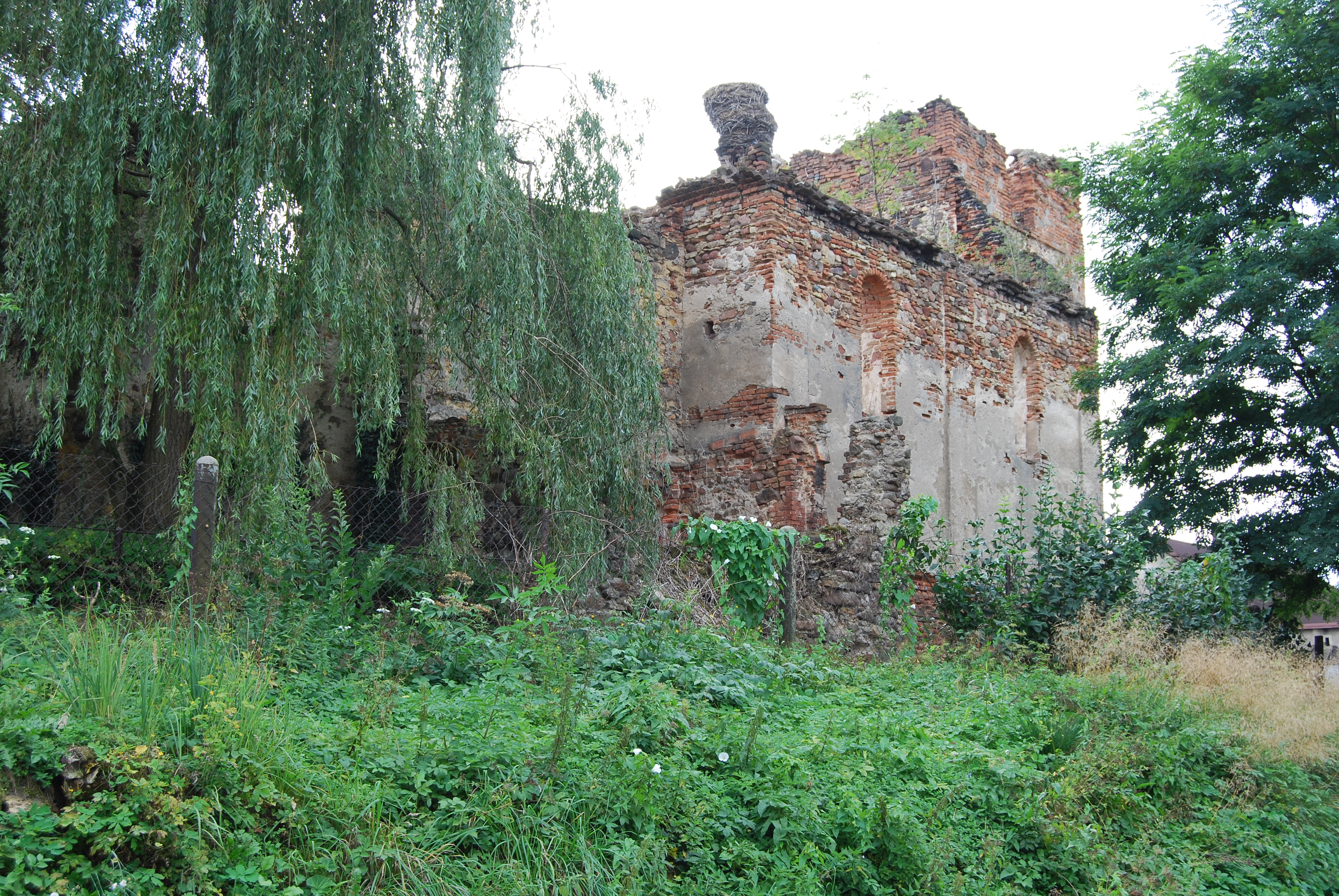
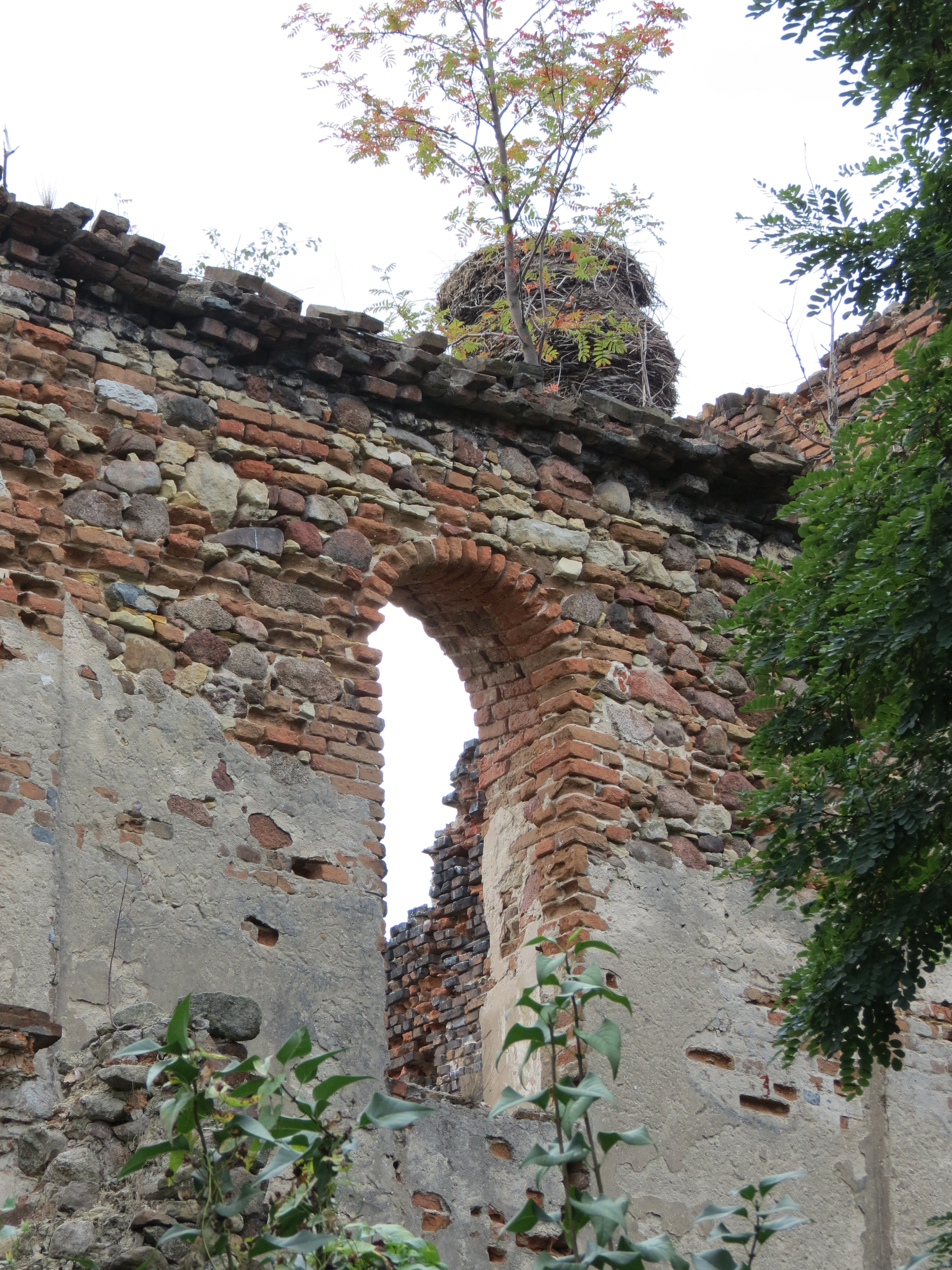
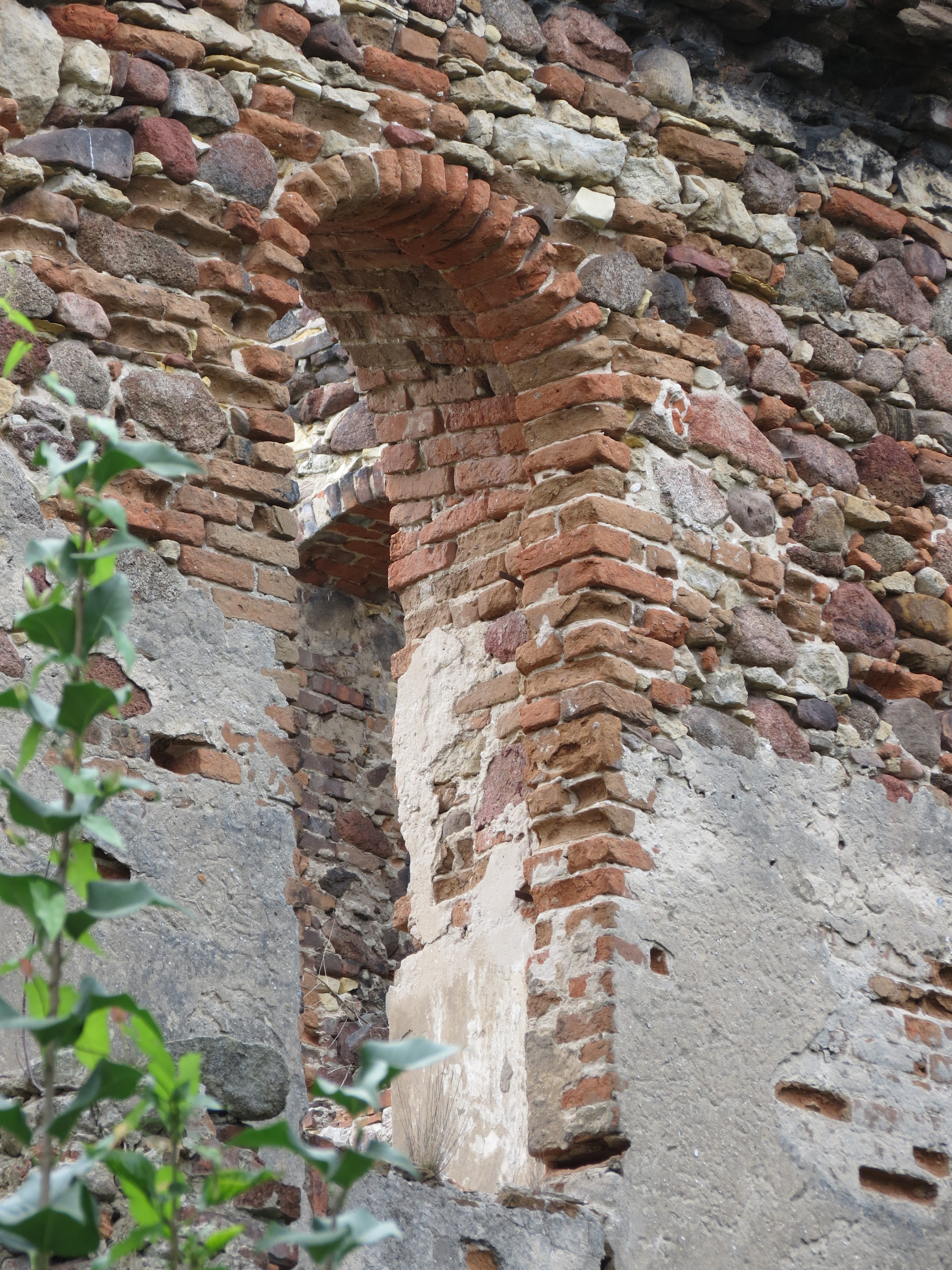
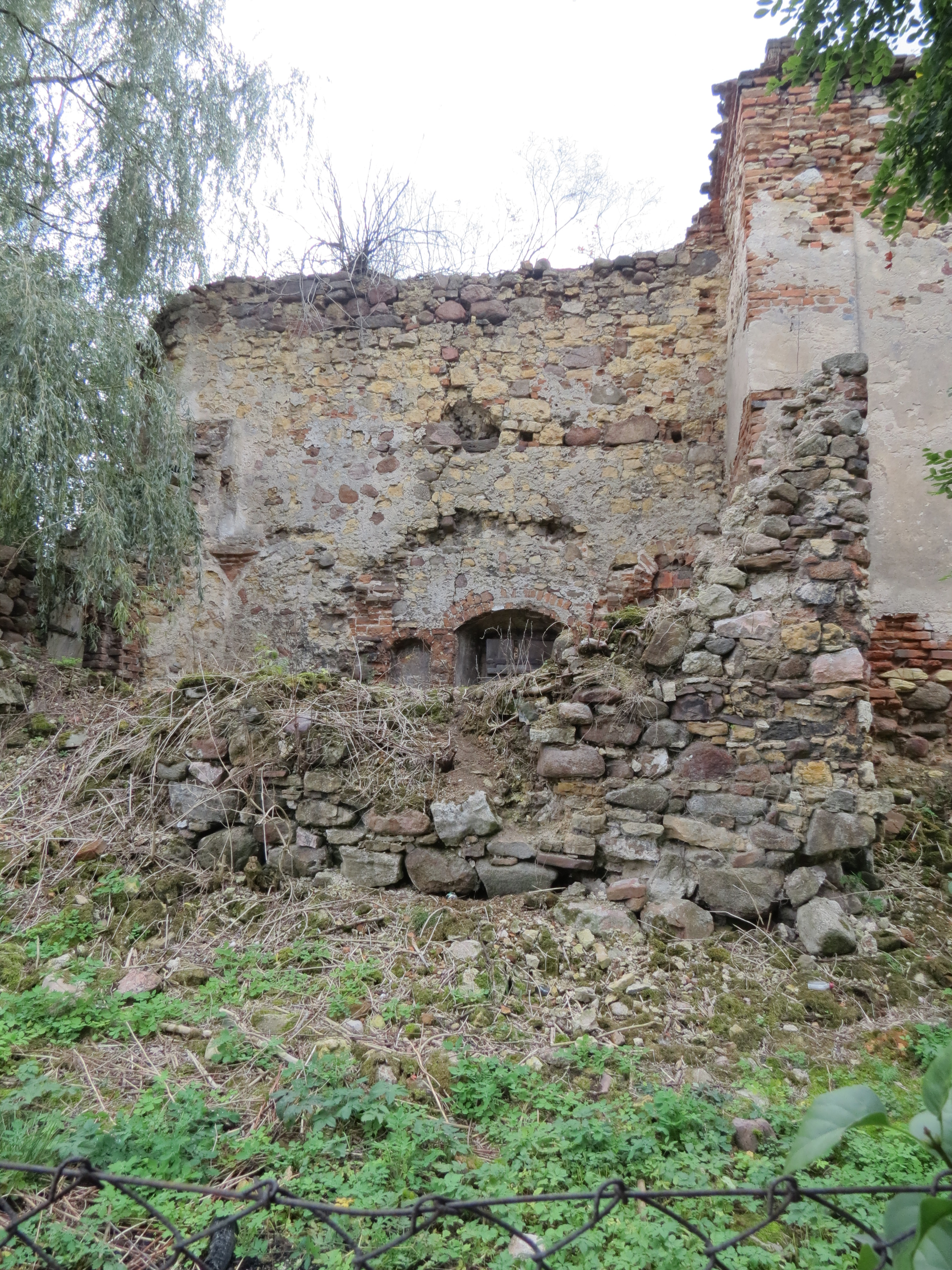
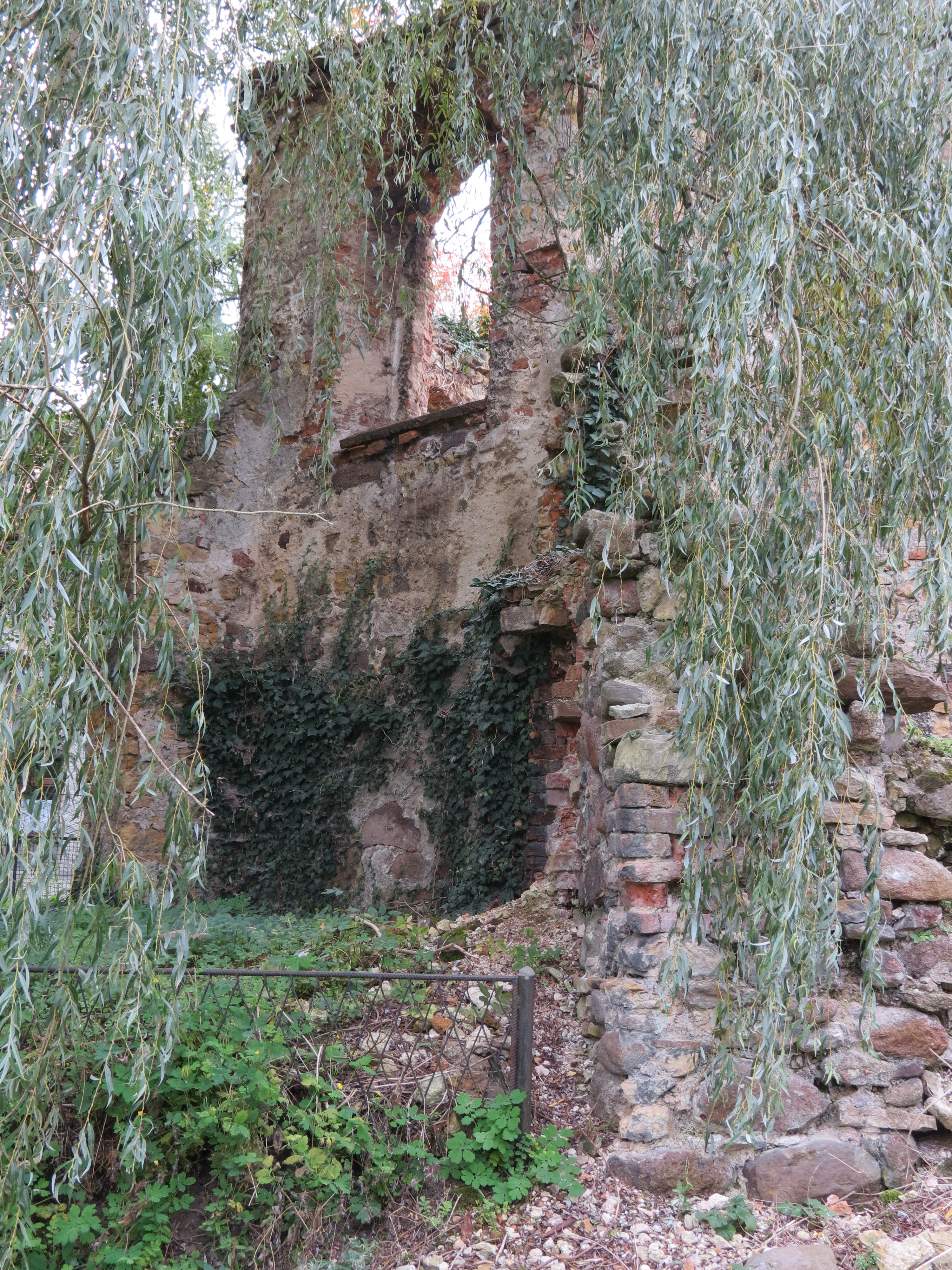
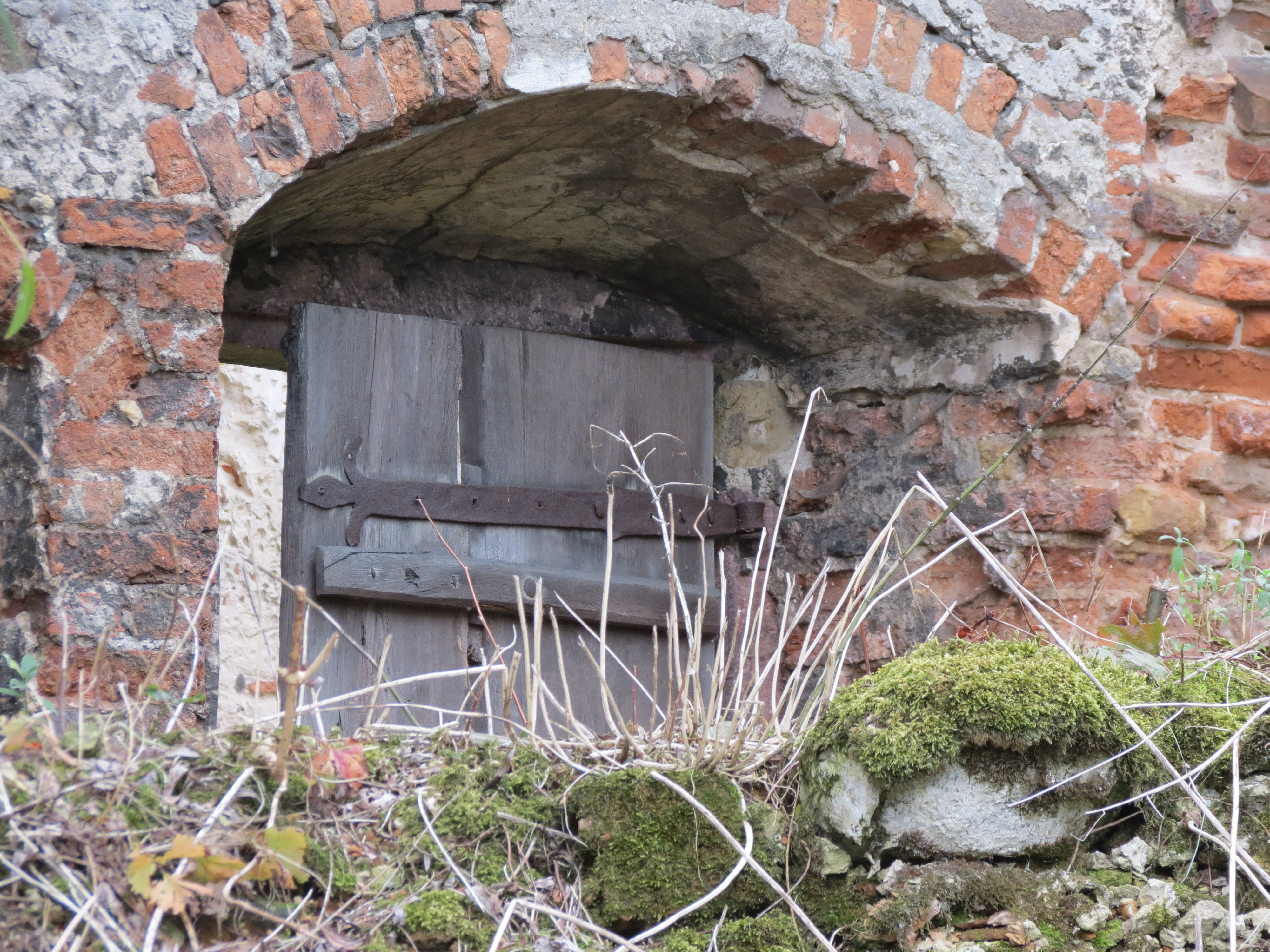
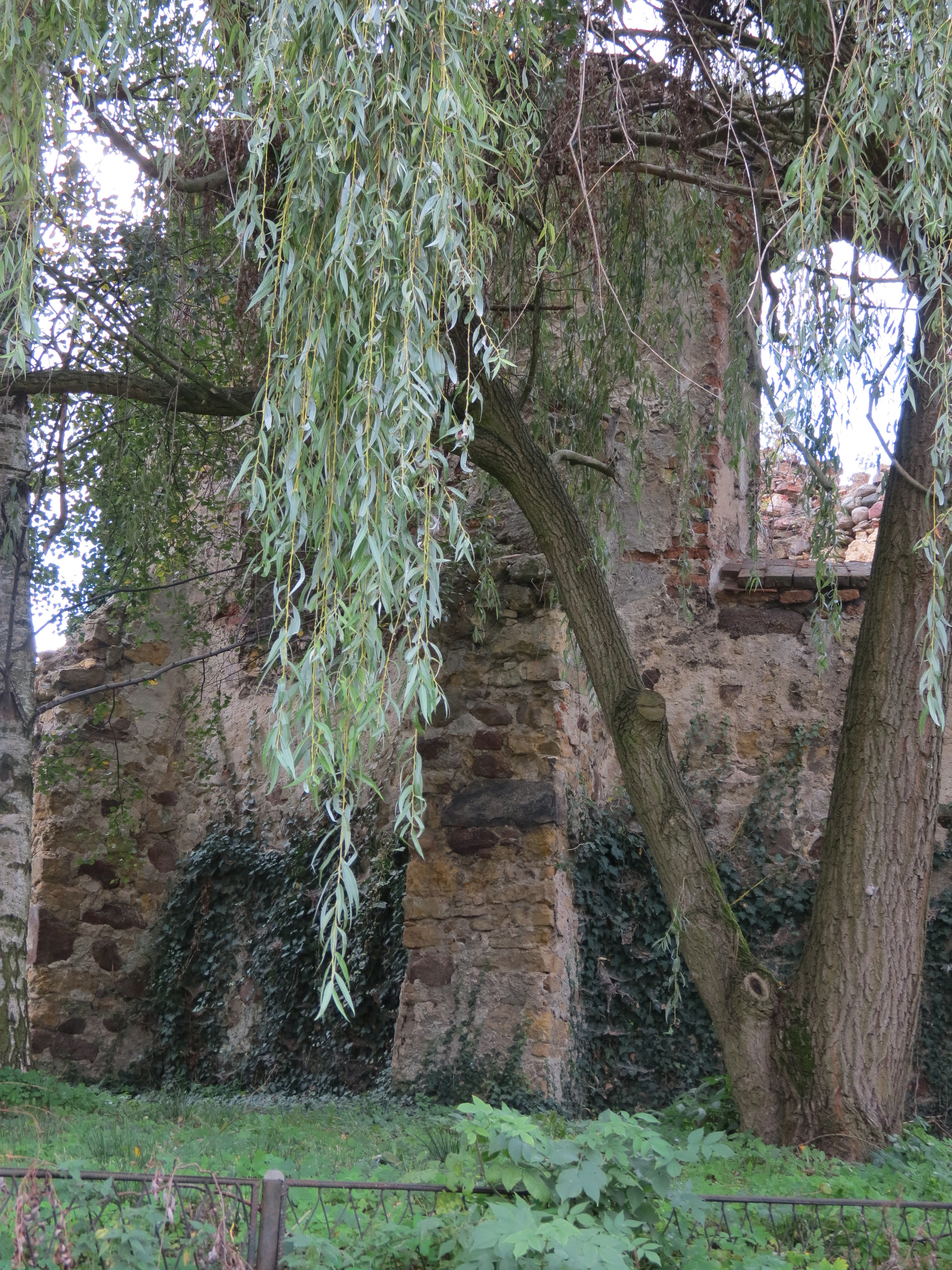
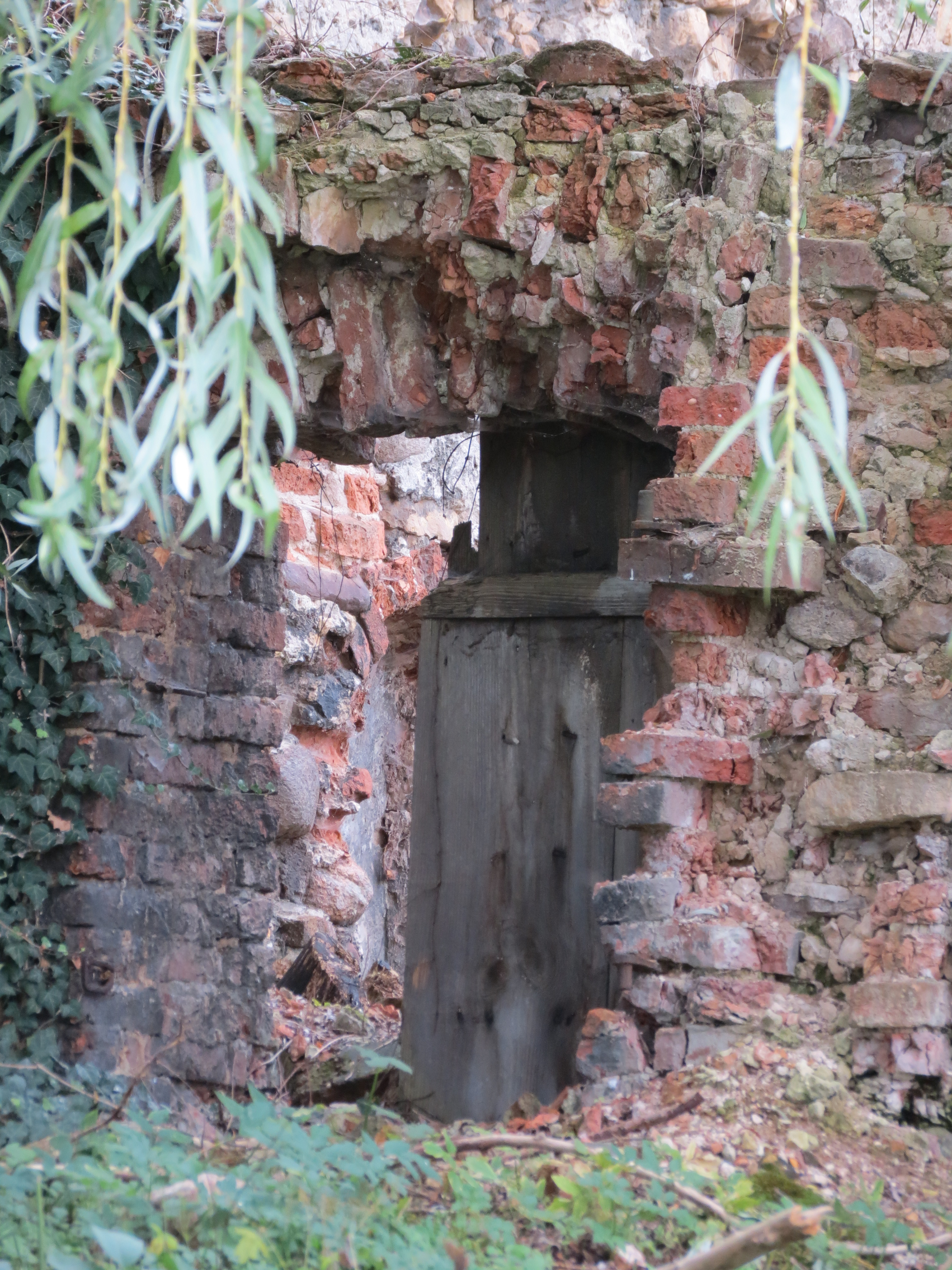
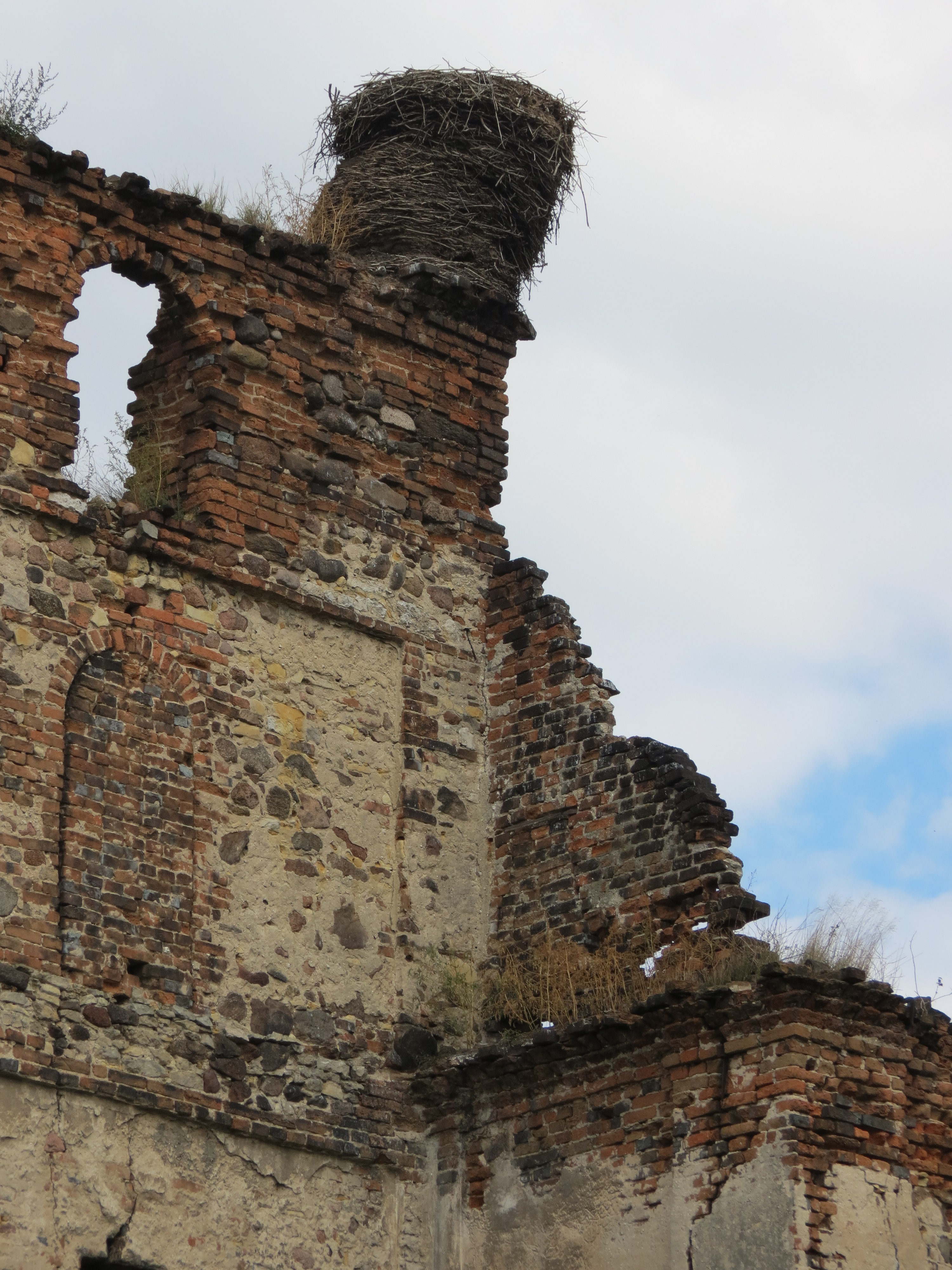
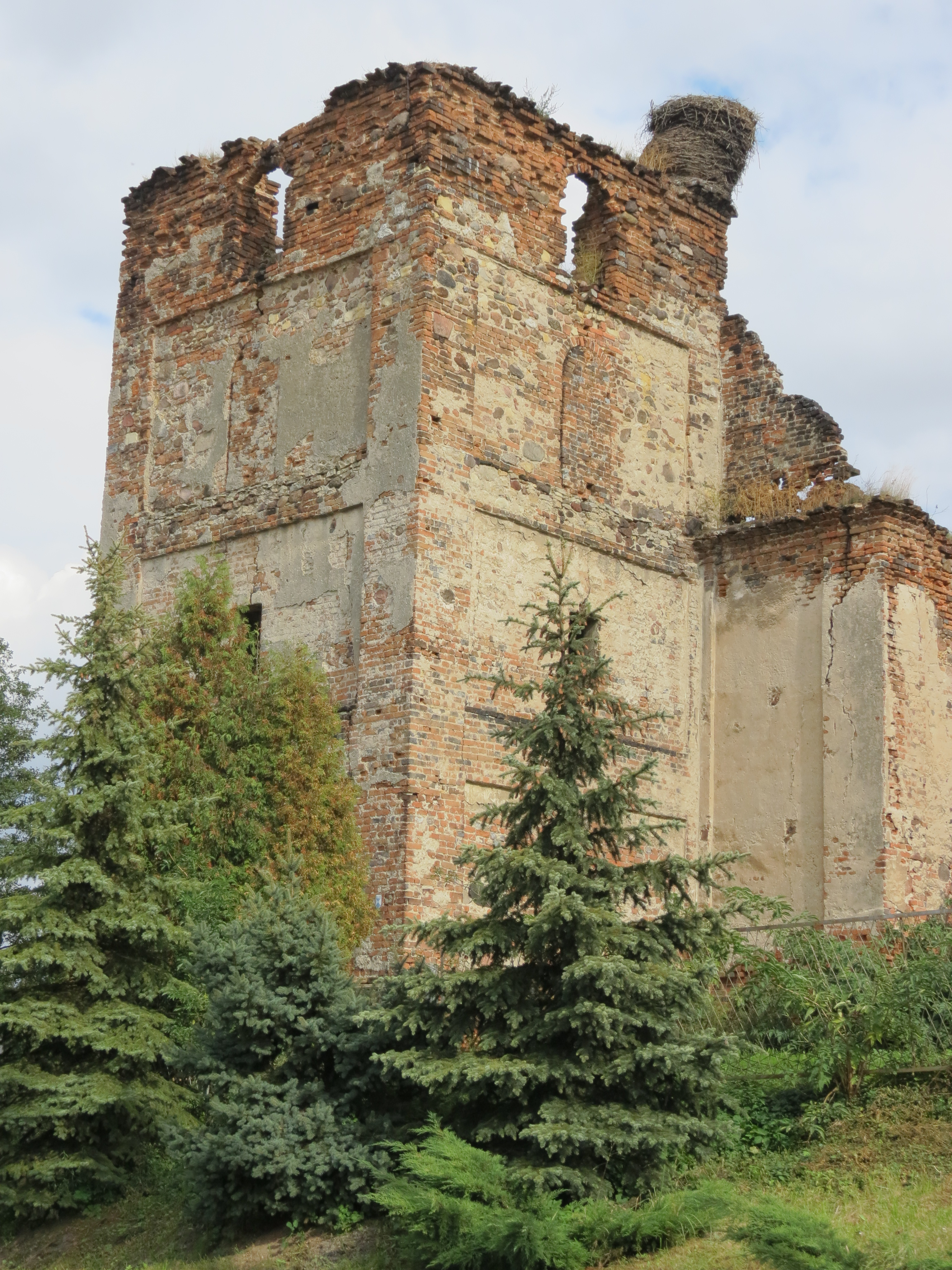
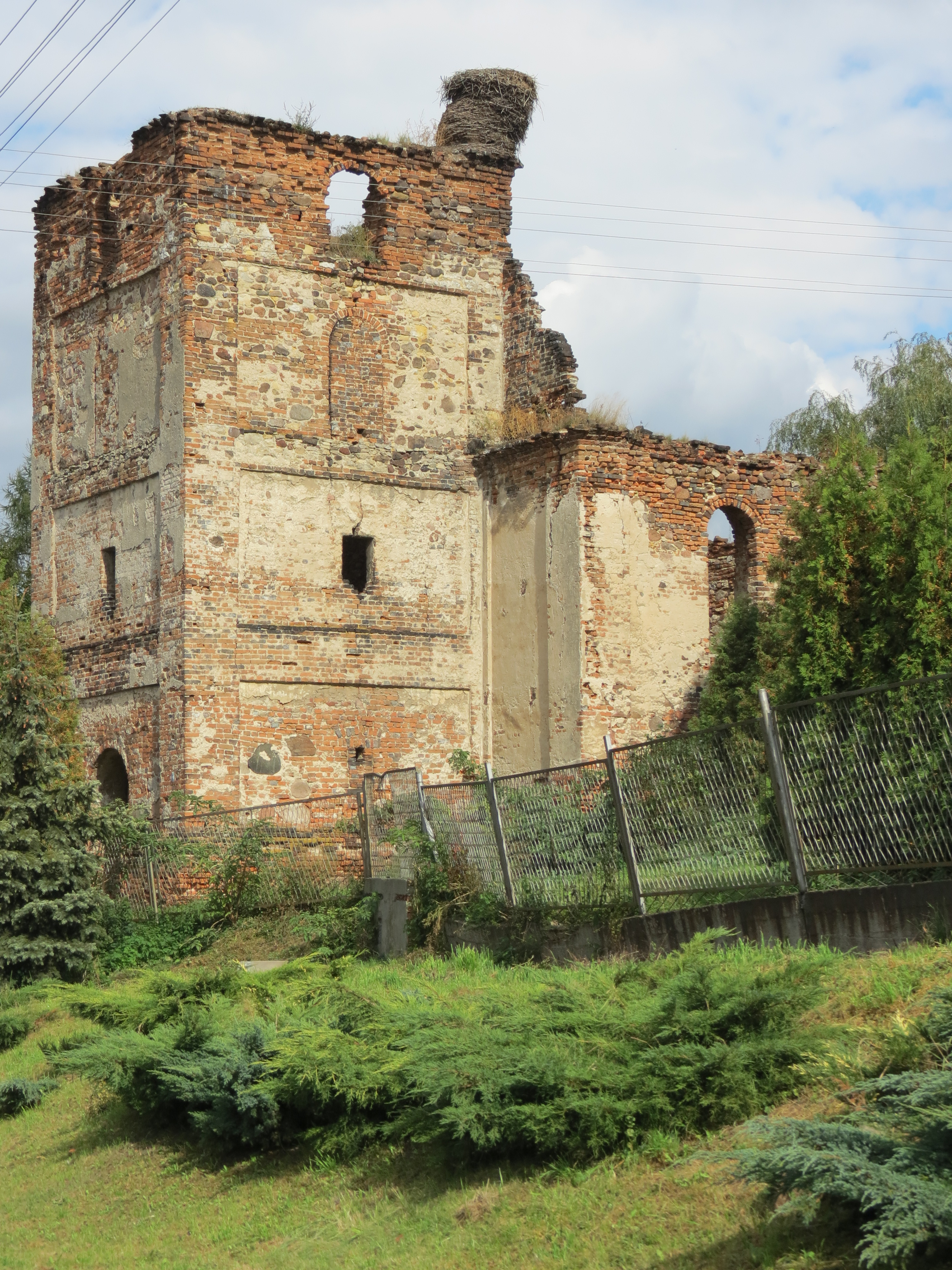
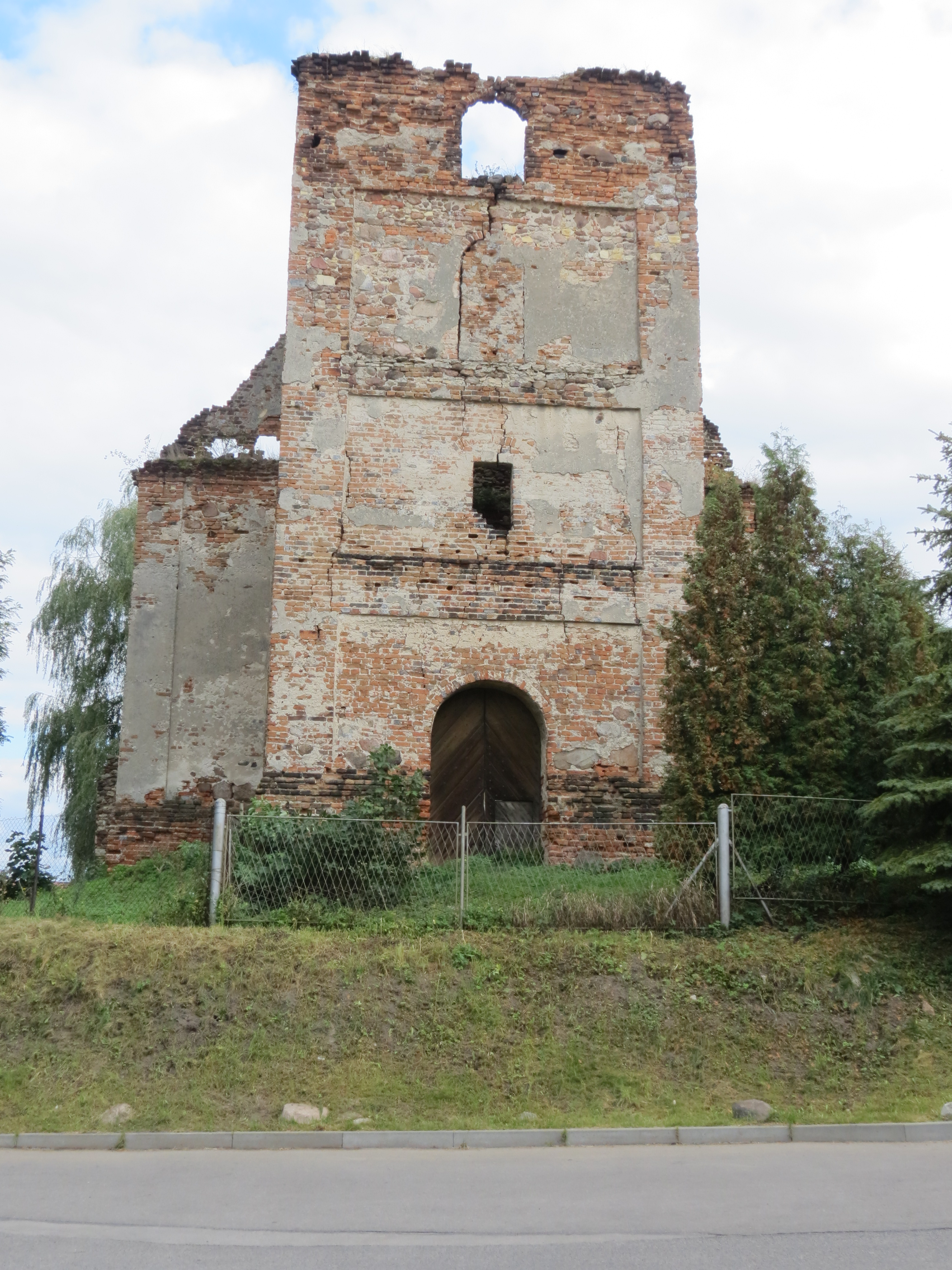